# 図書館情報学
図書館情報学（としょかんじょうほうがく、英語：library and information science、略称：LIS）は、あらゆる「情報」の生成、蓄積、利用に関する諸問題を扱う学問である。

## 概要
図書館情報学は図書館学と情報学を融合・発展させた学問分野であり、図書館および情報に関するさまざまな課題を研究領域としている。図書というメディアに限定されず、情報そのものの格納、分類、検索、集約、解析等も含まれる。
図書館情報学の研究領域のひとつには、図書館資料がどのように使われているかや、人々が図書館というシステムとどのようにしてかかわり合うかについての学問的な研究がある。これらの研究は、社会調査によるものであることが多い。それはまた、ある時代のある図書館に特化する傾向がある。
最も適切な情報を最も効率的に検索し利用できるような環境づくりとその条件整備－知識の組織化－もまた、図書館情報学の重要な研究目標である。それゆえ、図書館および図書館資料に関する研究は図書館情報学の主要テーマではあるがそれのみでなく、情報の取り扱い（利用の仕方や人々のかかわりかた）に関するあらゆる事象が研究対象となりうる。より現代的なところでは、情報アーキテクチャが主要なテーマとなっている。

### 図書館学や他の情報学との共通点と相違点
図書館情報学のプログラムは学際的であり、情報科学や旧来の図書館学の領域のみならず、様々な社会科学や統計学、システム分析などの領域と重複する。
図書館情報学と情報理論は、別のものである。情報理論とは、確率論と通信の理論に由来する、情報の量と通信についての数学的な理論である。
図書館情報学はライブラリアンシップとは、はっきりと異なる。両者の関係はある意味、医学と 「治療すること (doctoring) 」 の間の違いに似ている。図書館学の応用であるライブラリアンシップは、図書館員によって日々与えられる有用なサービスを構成する。そのサービスは、図書館の利用者のニーズに応じるためのものである。
図書館員の多くは、図書館情報学の研究に必ずしも貢献してはおらず、彼らの職場である図書館での日常作業に従事する。それ以外の図書館員、特に大学図書館の職員は、独自の学術的な図書館情報学調査を行い学問領域の末端に寄与する。最も専門的な図書館職－図書館司書－は資格を必要とする。アメリカ合衆国においては、通常アメリカ図書館協会 (ALA) 公認の機関によって授与される図書館情報学の修士の学位がそれである。したがって、図書館司書は大学図書館員でなくても独自の学術的な背景を持っている（そのはずである）。なお、日本国内においては多くの場合、図書館職員は司書とは限らず（司書・司書補でない図書館員もいる）、また司書という専門職として館内組織に配置していないことが多い。

## 各国の図書館情報学
世界各国において図書館情報学等を扱っている大学・講座・研究室の情報については
World Listにリストが公開されている。

### アメリカ
北アメリカにおいて図書館情報学を専攻する組織は、大学院に開設されており、司書資格の取得についてもアメリカ図書館協会 (ALA) 認定の大学院の課程を修了する必要がある。このことは司書という職業が「高い専門性を要する職」であり、図書館学以外の分野に対するある程度の専門的知識をあわせ持ってこそ活躍できると北アメリカにおいては認識されていることを示しているといわれる。

### 日本

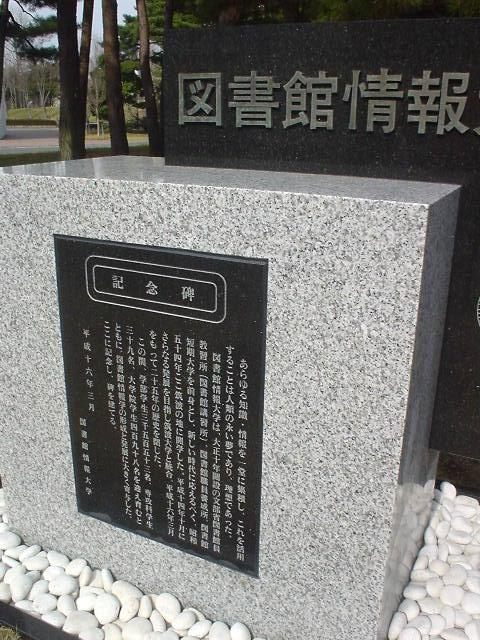
『図書館情報大学記念碑』

簡単に沿革も含め述べる。慶應義塾大学文学部には1951年から「図書館学科」があったが、1967年度にその大学院に「図書館・情報学専攻」を開設、続いて1968年に学科名を「図書館・情報学科」と改称した。2023年現在は文学部人文社会学科図書館・情報学専攻となっている。図書館情報学を専門とする図書館情報大学は1979年に設置された。同大学は2002年に筑波大学と統合され2003年度末に廃止、2015年現在は筑波大学の図書館情報メディア系（学部）及び図書館情報メディア研究科（大学院）となっている。他には、愛知淑徳大学人間情報学部、駿河台大学メディア情報学部図書館アーカイブズコースがあり、また講座や研究室の単位においてであれば、東京大学や京都大学、中央大学、聖徳大学、明星大学など、図書館情報学を扱っている大学はいくつか存在する。

### フィリピン
フィリピンでは1990年、司書が専門職として定義され、以後に新規採用される司書に対し図書館情報学分野の学位取得と国家試験合格を義務化した。